# Coelidium esterhuyseniae
Coelidium esterhuyseniae är en ärtväxtart som beskrevs av Granby. Coelidium esterhuyseniae ingår i släktet Coelidium, och familjen ärtväxter. Inga underarter finns listade i Catalogue of Life.